# حنية (العبدية)

تعديل مصدري - تعديل

حنية هي إحدى قرى عزلة ال مقبل بمديرية العبدية التابعة لمحافظة مأرب، بلغ تعداد سكانها 37 نسمة حسب تعداد اليمن لعام 2004.